# فالفيردي ديل فريسنو
بلدية فالفيردي ديل فريسنو (بالإسبانية: Valverde del Fresno)‏، هي بلدية تقع في مقاطعة قصرش والتي تقع في منطقة إكستريمادورا، غرب إسبانيا.
يبلغ عدد سكانها 2.654 نسمة وفقاً لإحصائية سنة (2002).